# 2Be3
I 2Be3 erano una boy band francese attiva dal 1996 al 2001.

## Storia
I 2Be3 furono formati nel 1996 da tre amici di Longjumeau (un sobborgo di Parigi): Filip Nikolic, Adel Kachermi e Frank Delhaye. Boy band sullo stile dei Take That, il gruppo produsse tre album e varie compilation prima di sciogliersi nel 2001. Il nome 2Be3 fu scelto in quanto paronomasia della frase in inglese to be free ("essere liberi") e to be three ("essere in tre").
Furono molto popolari in Francia durante il loro periodo di attività: il loro singolo di debutto Partir un jour nel 1997 arrivò alla seconda posizione dei singoli più venduti in Francia ed alla quarta in Belgio. L'album omonimo, vendette 780 000 copie e fu certificato triplo disco di platino. Risultati analoghi li ottenne anche il loro secondo album 2Be3 del 1998. Ciò nonostante non riuscirono mai a sfondare in altri mercati, neppure con l'album Excuse My French prodotto in inglese da Desmond Child. Nel 1997 fu prodotta anche una serie televisiva di quaranta episodi intitolata Pour être libre, che vedeva il trio protagonista.
Dopo il loro scioglimento, Filip Nikolic è stato l'unico a continuare la propria carriera nel mondo dello spettacolo. Nikolic recitò in alcuni film, partecipò ad un reality show ed ebbe un ruolo ricorrente nelle serie televisive Navarro e Brigade Navarro. Mentre stava registrando il suo primo album da solista, Flip Nikolic è morto in seguito ad un attacco cardiaco il 16 settembre 2009 all'età di 35 anni.

## Formazione
- Filip Nikolic (Saint-Ouen, 1º settembre 1974 - Parigi, 16 settembre 2009)
- Adel Kachermi (Parigi, 2 settembre 1975)
- Frank Delhaye (Colmar, 2 ottobre 1973)

## Discografia
- Partir un jour (1997)
- Remix Collector (1997)
- 2 Be 3 (1998)
- Bercy 98 (1999)
- L'Essential (2001)
- Excuse My French (2001)